# Wilanowo (województwo wielkopolskie)
Wilanowo – wieś w Polsce położona w województwie wielkopolskim, w powiecie grodziskim, w gminie Kamieniec.
Na północny wschód od Wilanowa przepływa Mogilnica.
W okresie Wielkiego Księstwa Poznańskiego (1815-1848) miejscowość wzmiankowana jako Wilanów należała do wsi większych w ówczesnym pruskim powiecie Kosten rejencji poznańskiej. Wilanów należał do okręgu wielichowskiego tego powiatu i stanowił część majątku Łęki Małe, którego właścicielem był wówczas Nepomucen Żółtowski. Według spisu urzędowego z 1837 roku Wilanów liczył 121 mieszkańców, którzy zamieszkiwali 19 dymów (domostw). Wilanowo podlegało pod parafię w Łękach Wielkich.
W latach 1975–1998 miejscowość należała administracyjnie do województwa poznańskiego.
Na północny wschód od Wilanowa przebiega żółty szlak pieszy.